# Gašper Kopitar
Gašper Kopitar är en slovensk ishockeyspelare (forward), som tidigare spelat för Mora IK i Hockeyallsvenskan. Han är son till före detta ishockeyspelaren och slovenska landslagets nuvarande (2011–) förbundskapten Matjaž Kopitar och yngre bror till ishockeyspelaren Anže Kopitar. Kopitar var med i Sloveniens U20-lag i juniorvärldsmästerskapen 2009, 2010 och 2011, där han i det sistnämnda var lagkapten och utsågs till Sloveniens bästa spelare i turneringen.